# Juan Bautista Thorne
Juan Bautista Thorne (Nueva York, 8 de marzo de 1807 - Buenos Aires, 1 de agosto de 1885) fue un marino y militar argentino, de origen estadounidense, que participó en las campañas de la Guerra del Brasil en defensa de su país de adopción, y en las guerras civiles en la época del caudillo Juan Manuel de Rosas.

## La Guerra del Brasil
Era hijo de un ingeniero naval que luchó por la independencia de los Estados Unidos como capitán de navío. Se inició en la escuela de su padre, y estuvo por primera vez en el Río de la Plata en 1818, a bordo de un buque estadounidense con el que también visitaría Francia y daría la vuelta al mundo. Tras radicarse brevemente en el Brasil, hacia 1825 llegó a Buenos Aires.
En los primeros meses de 1826, el general irlandés Guillermo Brown comenzó a formar la escuadra argentina para la Guerra del Brasil; en esa flota se alistó Thorne en junio de 1826 como guardiamarina y piloto en el barco de guerra Congreso, bajo el mando del capitán italiano César Fournier. No obstante, fue dado de baja en septiembre del mismo año, antes de ser reincorporado a principios de 1827, como piloto del bergantín Chacabuco, bajo el mando del marino galés Santiago Jorge Bynnon, que sería segundo jefe de la escuadra argentina. Esta nave venía de Chile a incorporarse a la flota nacional.
El 7 de marzo de 1827 participó en la defensa de Carmen de Patagones; la tripulación de las naves argentinas tomó por abordaje tres de las naves brasileñas. En la captura de la Itaparica se destacó Thorne, quien fue el primero en llegar a cubierta e izar la bandera argentina. Por el mérito de esa acción, fue nombrado capitán del bergantín Patagones.
Al frente de ese buque fue derrotado el 23 de diciembre de 1827 por una nave muy superior en tamaño y armamento; quedó herido y fue tomado prisionero. Permaneció preso en Río de Janeiro hasta que se firmó la paz con Brasil, a fines del año siguiente.

## Defensa de Martín García
Tras un breve período durante el cual se dedicó a la navegación comercial, en febrero de 1830 fue reincorporado a la escuadra de Buenos Aires, ascendido a capitán de navío y puesto al mando del bergantín Balcarce, anterior nave capitana de Brown. Tras su paso por el mando de una goleta, con el bergantín Republicano apoyó la campaña de Entre Ríos contra Juan Lavalle y López Jordán, bajo el mando del también estadounidense John Halstead Coe.
En 1833, ya con el grado de mayor, participó en la campaña al desierto del exgobernador Juan Manuel de Rosas y exploró el río Colorado. Al año siguiente dirigió una exploración por la Patagonia austral, que llegó hasta cerca de Río Gallegos, con la idea de evaluar la posibilidad de establecer algún puerto en esa costa.
En 1838 fue nombrado jefe naval de la isla Martín García, acompañando al jefe de la guarnición militar, el coronel Jerónimo Costa. Fue el jefe de la artillería en la defensa de esa isla contra el ataque francés de octubre de 1838, en el curso de la cual, con apenas un centenar de gauchos, resistieron durante varias horas el ataque de toda una escuadra armada de cientos de cañones. Fue tomado prisionero por los franceses junto con Costa y los demás oficiales. Pero, en premio al valor mostrado, fueron trasladados a Buenos Aires.

## Campañas con Pascual Echagüe
Se incorporó a las fuerzas del gobernador entrerriano Pascual Echagüe (1797-1867), e hizo con él la campaña contra Genaro Berón de Astrada en 1839. Fue el jefe de artillería del ejército vencedor en la batalla de Pago Largo. Y también participó como jefe de la artillería en la invasión a Uruguay, que terminó en el desastre de Cagancha, en el que fue seriamente herido.
Al producirse la invasión de Lavalle a Entre Ríos, en 1840, combatió como comandante de la artillería en las batallas de Don Cristóbal y Sauce Grande, contra Lavalle. Al año siguiente fue el jefe de la artillería federal en la batalla de Caaguazú, terrible derrota federal a manos del general Paz, durante la cual fue herido de un lanzazo.
Cuando el gobierno de la provincia de Entre Ríos pasó a Justo José de Urquiza, regresó a Buenos Aires.

## Vuelta de Obligado
Regresó a la marina, a luchar a órdenes de Brown contra los unitarios y sus aliados orientales. Peleó contra el corsario Giuseppe Garibaldi ―el mismo que es héroe nacional de Italia― y se encargó con dos buques de impedir la entrada de refuerzos desde Montevideo hasta Corrientes.
Fue el jefe de una de las tres baterías que protagonizaron la batalla de la Vuelta de Obligado, feroz combate contra la flota anglo-francesa, el 20 de noviembre de 1845. La batalla resultó en una derrota para las fuerzas argentinas pero, gracias a la resistencia que impusieron Thorne y su jefe, el general Mansilla, resultó tan cara para el vencedor que no volvería a intentar forzar el paso del río Paraná. Thorne quedó parcialmente sordo por el estallido de una granada enemiga junto a él; desde entonces, en broma fue llamado «el Sordo de Obligado».
Meses más tarde fue nombrado jefe de las costas del Paraná. Desde este cargo dirigió la fortificación de la costa del Quebrachito y combatió también en la batalla de Quebracho del 4 de junio de 1846 contra las escuadras bloqueadoras; en esa batalla resultó herido en un hombro.

## Últimos años
En 1852, en la época de la batalla de Caseros, Thorne era jefe de un buque de la flota de Rosas, razón por la que fue borrado de la lista militar después de la batalla. A fines de 1852 se unió a las fuerzas del general Hilario Lagos en su lucha contra el gobierno revolucionario de Buenos Aires. Participó en el sitio contra Buenos Aires al año siguiente y fue arrestado cuando su antiguo jefe, John Halstead Coe, vendió la flota federal al gobierno porteño. Fue degradado públicamente y dado de baja.
Fue jefe de la escuadra de la Confederación Argentina bajo la presidencia de Urquiza pero abandonó el servicio al poco tiempo. Viajó varias veces a la India como capitán de un buque mercante, y trabajó en variadas tareas como perito naval en ese país. Si bien intentó rehacer su vida en la India, regresó a la Argentina a reunirse con su familia durante la presidencia de Bartolomé Mitre; en septiembre de 1868 fue indultado por ley del Congreso de la Nación y reinscripto con su grado de coronel. No volvió a tener mando de buques de guerra.
Falleció en Buenos Aires el 1 de agosto de 1885, a los 78 años de edad. Sus restos se encuentran inhumados en el Cementerio Británico de Buenos Aires.